# Guwanç Rejepow
Guwanç Rejepow (en ruso: Гуванч Реджепов; RSS de Turkmenistán, 20 de abril de 1982) es un exfutbolista de Turkmenistán que jugaba en la posición de defensa.

## Carrera

### Club
| Periodo   | Club               |
| --------- | ------------------ |
| 2002      | Nebitçi Balkanabat |
| 2003-2005 | FC Aşgabat         |
| 2006      | Nisa Aşgabat       |
| 2007      | FC HTTU            |
| 2010      | Talyp Sporty       |
| 2011–2014 | FC HTTU            |
| 2015–2016 | Hazyna SK          |

### Selección nacional
Jugó para Turkmenistán en 20 ocasiones de 2004 a 2012, participó en la Copa Asiática 2004 y en dos ediciones de la Copa Desafío de la AFC.

## Logros
- Ýokary Liga (1): 2013
- Copa de Turkmenistán (1): 2011
- Supercopa de Turkmenistán (1): 2012